# شينغ لا هين
شينغ لا هين (بالصينية: 鄭禮騫) (31 مارس 1986 بهونغ كونغ في الصين - ) هو لاعب كرة قدم صيني في مركز الهجوم. شارك مع منتخب هونغ كونغ تحت 23 سنة لكرة القدم ومنتخب هونغ كونغ لكرة القدم. أما مع النوادي، فقد لعب مع نادي جنوب الصين ونادي كيتشي وهونغ كونغ بيغاسوس ‏ وHong Kong Football Club ‏ وHong Kong 08 ‏.